# Fran Yeste
Francisco Javier Yeste Navarro (Basauri, Vizcaya, 6 de diciembre de 1979), conocido como Fran Yeste, es un exfutbolista español que jugaba de mediapunta o extremo izquierdo. Jugó 353 partidos con el Athletic Club, marcó 59 goles y dio más de 70 asistencias.

## Trayectoria

### Athletic Club
Formado desde 1991 en la cantera del Athletic Club. Progresó por las categorías inferiores del Athletic hasta llegar al Basconia en 1997. En 1998 pasó a formar parte del Bilbao Athletic. Su partido de debut en la Primera División fue, el 7 de febrero de 1999, contra el Racing de Santander.
En la temporada 2000-2001 se incorporó definitivamente al primer equipo de la mano de Txetxu Rojo. En esa temporada anotó 6 goles en Liga. Su primer gol en Primera División se produjo el 16 de septiembre, en la victoria ante el F. C. Barcelona por 3-1. Por otra parte, anotó el primer gol del siglo XXI en Liga para el Athletic en la derrota en La Rosaleda por 2-1.
Sus mejores años vinieron de la mano de Ernesto Valverde. Marcó 11 goles y 5 asistencias en la temporada 2003/2004 y 13 goles y 9 asistencias en la temporada 2004/2005. El 30 de septiembre de 2004 anotó su primer gol en Copa de la UEFA ante el Trabzonspor, en ese gol realizó su famosa celebración donde enseñaba sus calzoncillos marca Athletic. Además, marcó en la histórica goleada al Standard de Lieja por 1-7 del 16 de diciembre de 2004. En estas dos temporadas dejó grandes goles como los que anotó ante el Real Madrid el 20 de marzo de 2004 o al FC Barcelona el 30 de octubre de 2004.
La temporada 2005/2006, la primera del conocido como bienio negro, dio 11 asistencias en Liga y anotó el gol que selló la permanencia del equipo, ante el Real Zaragoza, en la 36.ª jornada. Tras el gol, rompió a llorar en la celebración. Al final de la temporada fue operado de los problemas de pubalgia que había sufrido durante toda la temporada.
Durante la temporada 2006/2007, se mantuvieron los problemas de pubalgia, aunque jugó 38 partidos en los que marcó 5 goles y dio 6 asistencias. El 15 de octubre de 2006 anotó uno de los mejores goles de su carrera al realizar una vaselina desde fuera del área ante el Gimnástic. Antes de cada partido, el jugador debía ser infiltrado, para reducir el dolor, y poder saltar al campo. A final de esa temporada se operó de nuevo. Esa temporada se marchó Ismael Urzaiz, al que le había dado 19 asistencias en Liga, récord solo superado por la pareja que formaron Özil y Cristiano Ronaldo.
Con la llegada de Joaquín Caparrós, conseguiría el mayor logro en la carrera con el Athletic, la clasificación para la final de Copa en 2009, en ella, Fran Yeste asistió a Gaizka Toquero para que abriera el marcador tras un córner botado por el basauritarra, aunque el FC Barcelona remontaría (1-4).
En mayo de 2010 anunció que no renovaría con el Athletic Club. El 8 de mayo de 2010, fecha de su último partido como rojiblanco, marcó su último gol en el Santiago Bernabéu ante el Real Madrid, donde firmó el provisional empate a uno tras una extraordinaria acción individual.

#### Goles de falta directa en el Athletic
Es el segundo jugador nacional, tras Beñat, con más goles de falta directa en las Ligas de Primera División desde la temporada 2000-2001. La lista de los goles de falta directa:
1. 29-4-2001: Athletic 2 - Alavés 0.[19]
2. 20-4-2003: Espanyol 3 - Athletic 3.[20]
3. 4-12-2003: Zaragoza 2 - Athletic 2.[21]
4. 1-2-2004: Mallorca 1 - Athletic 3.[22]
5. 16-5-2004: Osasuna 1 - Athletic 2.[23]
6. 16-1-2005: Athletic 1 - Espanyol 1.[24]
7. 22-1-2005: Athletic 4 - Osasuna 3.[25]
8. 9-4-2005: Athletic 3 - Real Sociedad 0.[26]
9. 2-12-2007: Valencia 0 - Athletic 3.[27]
10. 7-12-2008: Racing 1 - Athletic 1.[28]

### Aventura asiática y griega
El jugador se marchó a los Emiratos Árabes. Así, en junio de 2010 se confirmó su fichaje por el Al Wasl de Dubái. Su momento más destacado en el club se produjo el 14 de marzo de 2011, cuando anotó un gol en el saque de centro, tras un gol contrario, en las semifinales de la Etisalat Emirates Cup ante el Al-Ain. Se marchó del equipo tras marcar 9 goles en Liga, 2 en la Etisalat Emirates Cup y 1 en la Copa Presidente de EAU.
En el verano de 2011 Yeste abandonó el equipo árabe para recalar en el Olympiacos, club que estaba dirigido por Ernesto Valverde, y en el que jugaba Pablo Orbaiz. Con el equipo griego disputó la Liga de Campeones 2011-12 jugando 2 partidos y dando una asistencia en la victoria ante el OM por 0-1.Tras media temporada, en enero de 2012 el club griego decidió rescindir su contrato.
Ese mismo mes, Yeste regresó a Emiratos Árabes Unidos fichando por el Baniyas SC, donde terminó la temporada. Con el equipo de Abu Dabi disputó la Liga de Campeones de la AFC 2012 donde alcanza los octavos final, siendo eliminado por Al-Hilal FC. Yeste disputó 6 partidos y marcó 3 goles en esa competición. Además, alcanzó la final Copa Presidente de EAU tras eliminar en semifinales al Al-Wahda con un gol suyo que forzó la prórroga. En la final cayó por 3-1 ante el Al-Jazira. Yeste consiguió dos goles más en la Etisalat Emirates Cup en un partido ante el Al-Nasr.

### Como entrenador
El 14 de julio de 2014 fue presentado como nuevo entrenador del CD Eldense, aunque fue Rubén Albés el que figuró oficialmente como técnico ya que el vizcaíno no contaba con la licencia UEFA Pro (Nivel 3) para ejercer. Finalmente fue denunciado y, en octubre, fue inhabilitado tres meses por el Cómite de Competición de la RFEF.
El 29 de enero de 2016, se hizo cargo del Juvenil del Arenas de Getxo. Terminó en 7.ª posición y consiguió una meritoria victoria por 1-3 en Lezama.
El 16 de mayo de 2016 fue anunciado nuevamente como técnico del Eldense, aunque fue destituido tras un mal inicio de temporada con cuatro derrotas.

## Selección nacional

### Categorías inferiores
Ha sido internacional con las categorías inferiores (sub-18, sub-20 y sub-21). Fue campeón Mundial sub-20 en Nigeria en 1999 junto a Dani Aranzubia, Iker Casillas, Pablo Orbaiz o Xavi. Con la selección sub-21, disputó 12 partidos entre el año 2000 y 2001.

### Selección española absoluta
Nunca ha sido internacional con la selección absoluta. Sí fue convocado en una ocasión por Luis Aragonés, en octubre de 2004, para los partidos ante Bélgica y Lituania que servían de clasificación para el Mundial 2006.

### Selección vasca
Fue un habitual de las convocatorias de la selección vasca de fútbol, jugando 5 partidos y marcando 3 goles entre 2003 y 2007.

## Clubes
| Club                    | País                   | Año         | PJ  | G  |
| ----------------------- | ---------------------- | ----------- | --- | -- |
| Club Deportivo Basconia | España                 | 1997 - 1998 | 38  | 7  |
| Bilbao Athletic         | España                 | 1998 - 2000 | 34  | 3  |
| Athletic Club           | España                 | 1999 - 2010 | 353 | 59 |
| Al Wasl FC              | Emiratos Árabes Unidos | 2010 - 2011 | 27  | 12 |
| Olympiacos FC           | Grecia                 | 2011        | 8   | 0  |
| Baniyas SC              | Emiratos Árabes Unidos | 2012        | 20  | 5  |

### Clubes como entrenador
| Club                      | País   | Año  |
| ------------------------- | ------ | ---- |
| Club Deportivo Eldense    | España | 2014 |
| Arenas de Getxo (Juvenil) | España | 2016 |
| Club Deportivo Eldense    | España | 2016 |

## Palmarés

### Títulos nacionales
| Título              | Club          | País   | Año  |
| ------------------- | ------------- | ------ | ---- |
| Superliga de Grecia | Olympiacos FC | Grecia | 2012 |

### Copas internacionales
| Título         | Equipo | Sede    | Año  |
| -------------- | ------ | ------- | ---- |
| Mundial Sub-20 | España | Nigeria | 1999 |